# GOTO-Programm
GOTO-Programme sind spezielle Programme mit einer sehr einfachen Syntax. Dennoch spielen sie in Zusammenhang mit Berechenbarkeit eine große Rolle für die theoretische Informatik, insbesondere weil sich zeigen lässt, dass jede Turing-berechenbare Funktion GOTO-berechenbar ist.

## Syntax
GOTO-Programme haben folgende Syntax in modifizierter Backus-Naur-Form:
- {\displaystyle P::=M_{1}:A;...;M_{k}:A}
- {\displaystyle A::=x_{i}:=x_{j}+c\,|x_{i}:=x_{j}-c\,|\,\mathrm {GOTO} \,M_{i}\,|\,\mathrm {IF} \,x_{i}=c\,\mathrm {THEN} \,\mathrm {GOTO} \,M_{j}\,|\,\mathrm {STOP} }
- {\displaystyle M_{1},...,M_{k}} sind Marken (k ∈ ℕ)

{\displaystyle GOTO} ist die Menge aller GOTO-Programme gemäß obiger Definition.
Jede GOTO-berechenbare Funktion ist WHILE-berechenbar und umgekehrt.
Jede Turing-berechenbare Funktion ist GOTO-berechenbar und umgekehrt.

### Erklärung der Syntax
Jedes GOTO-Programm {\displaystyle P} besteht aus einer Anzahl von Anweisungen {\displaystyle A}, getrennt mit jeweils einem Semikolon. Vor jeder Anweisung befindet sich eine (eindeutige) Marke {\displaystyle M_{1},\ M_{2},\ \dots }, gefolgt von einem Doppelpunkt.
GOTO-Programme haben eine endliche Anzahl von Variablen {\displaystyle x_{1},\ x_{2},\ \dots } und Konstanten {\displaystyle c}. Es sind nur fünf verschiedene Anweisungen erlaubt:
- Zuweisung einer Variablen durch eine weitere (dieselbe oder eine andere) Variable, vermehrt um eine Konstante, etwa

{\displaystyle x_{1}:=x_{2}+3}
- oder vermindert um eine Konstante, etwa

{\displaystyle x_{3}:=x_{3}-1}.
- eine Sprunganweisung

{\displaystyle \mathrm {GOTO} \quad M_{4}}
- eine bedingte Sprunganweisung, wobei eine Variable auf Gleichheit mit einer Konstanten abgefragt wird, etwa

{\displaystyle {\rm {IF}}\quad x_{4}=45\quad {\rm {THEN}}\quad {\rm {GOTO}}\quad M_{5}}
- und die STOP-Anweisung

{\displaystyle {\rm {STOP}}}.

## Konsequenz
Man kann formal beweisen, dass jedes GOTO-Programm auch durch ein äquivalentes Pascal-, C-, C++- oder Java-Programm dargestellt werden kann, und umgekehrt.

## Beispiele

### Addition zweier Variablen
Das folgende GOTO-Programm berechnet die Summe {\displaystyle x_{1}+x_{2}} von zwei nicht-negativen Zahlen {\displaystyle x_{1},x_{2}} und speichert diese in die Variable {\displaystyle x_{3}}.
```
 

  

    

      

        

          
M

          

            
1

          

        

        
:

      

    

    
{\displaystyle M_{1}:}

  

 

  

    

      

        

          
x

          

            
3

          

        

        
:=

        

          
x

          

            
1

          

        

      

    

    
{\displaystyle x_{3}:=x_{1}}

  

;
 

  

    

      

        

          
M

          

            
2

          

        

        
:

      

    

    
{\displaystyle M_{2}:}

  

 

  

    

      

        

          
x

          

            
4

          

        

        
:=

        

          
x

          

            
2

          

        

      

    

    
{\displaystyle x_{4}:=x_{2}}

  

;
 

  

    

      

        

          
M

          

            
3

          

        

        
:

      

    

    
{\displaystyle M_{3}:}

  

 

  

    

      

        

          

            
I

            
F

          

        

        
 

        

          
x

          

            
4

          

        

        
=

        
0

        
 

        

          

            
T

            
H

            
E

            
N

          

        

        
 

        

          

            
G

            
O

            
T

            
O

          

        

        
 

        

          
M

          

            
7

          

        

      

    

    
{\displaystyle {\rm {IF}}\ x_{4}=0\ {\rm {THEN}}\ {\rm {GOTO}}\ M_{7}}

  

;
 

  

    

      

        

          
M

          

            
4

          

        

        
:

      

    

    
{\displaystyle M_{4}:}

  

 

  

    

      

        

          
x

          

            
3

          

        

        
:=

        

          
x

          

            
3

          

        

        
+

        
1

      

    

    
{\displaystyle x_{3}:=x_{3}+1}

  

;
 

  

    

      

        

          
M

          

            
5

          

        

        
:

      

    

    
{\displaystyle M_{5}:}

  

 

  

    

      

        

          
x

          

            
4

          

        

        
:=

        

          
x

          

            
4

          

        

        
−

        
1

      

    

    
{\displaystyle x_{4}:=x_{4}-1}

  

;
 

  

    

      

        

          
M

          

            
6

          

        

        
:

      

    

    
{\displaystyle M_{6}:}

  

 

  

    

      

        

          
G

          
O

          
T

          
O

        

        

        

          
M

          

            
3

          

        

      

    

    
{\displaystyle \mathrm {GOTO} \quad M_{3}}

  

;
 

  

    

      

        

          
M

          

            
7

          

        

        
:

      

    

    
{\displaystyle M_{7}:}

  

 

  

    

      

        
S

        
T

        
O

        
P

      

    

    
{\displaystyle STOP}

  

```

### Multiplikation zweier Variablen
Das folgende Programm berechnet das Produkt {\displaystyle x_{1}\cdot x_{2}} von zwei nicht-negativen Zahlen {\displaystyle x_{1},x_{2}} und speichert dieses in die Variable {\displaystyle x_{3}}.
Da wir schon ein Programm zur Implementierung der Addition zweier Variablen haben, verwenden wir diese, um eine Implementierung der Multiplikation zu entwickeln.
```
 

  

    

      

        

          
M

          

            
1

          

        

        
:

      

    

    
{\displaystyle M_{1}:}

  

 

  

    

      

        

          
x

          

            
3

          

        

        
:=

        
0

      

    

    
{\displaystyle x_{3}:=0}

  

;
 

  

    

      

        

          
M

          

            
2

          

        

        
:

      

    

    
{\displaystyle M_{2}:}

  

 

  

    

      

        

          
x

          

            
4

          

        

        
:=

        

          
x

          

            
2

          

        

      

    

    
{\displaystyle x_{4}:=x_{2}}

  

;
 

  

    

      

        

          
M

          

            
3

          

        

        
:

      

    

    
{\displaystyle M_{3}:}

  

 

  

    

      

        

          

            
I

            
F

          

        

        

        

          
x

          

            
4

          

        

        
=

        
0

        

        

          

            
T

            
H

            
E

            
N

          

        

        

        

          

            
G

            
O

            
T

            
O

          

        

        

        

          
M

          

            
7

          

        

      

    

    
{\displaystyle {\rm {IF}}\quad x_{4}=0\quad {\rm {THEN}}\quad {\rm {GOTO}}\quad M_{7}}

  

;
 

  

    

      

        

          
M

          

            
4

          

        

        
:

      

    

    
{\displaystyle M_{4}:}

  

 

  

    

      

        

          
x

          

            
4

          

        

        
:=

        

          
x

          

            
4

          

        

        
−

        
1

      

    

    
{\displaystyle x_{4}:=x_{4}-1}

  

;
 

  

    

      

        

          
M

          

            
5

          

        

        
:

      

    

    
{\displaystyle M_{5}:}

  

 

  

    

      

        

          
x

          

            
3

          

        

        
:=

        

          
x

          

            
3

          

        

        
+

        

          
x

          

            
1

          

        

      

    

    
{\displaystyle x_{3}:=x_{3}+x_{1}}

  

;
 

  

    

      

        

          
M

          

            
6

          

        

        
:

      

    

    
{\displaystyle M_{6}:}

  

 

  

    

      

        

          
G

          
O

          
T

          
O

        

        

        

          
M

          

            
3

          

        

      

    

    
{\displaystyle \mathrm {GOTO} \quad M_{3}}

  

;
 

  

    

      

        

          
M

          

            
7

          

        

        
:

      

    

    
{\displaystyle M_{7}:}

  

 

  

    

      

        
S

        
T

        
O

        
P

      

    

    
{\displaystyle STOP}

  

;
```

Hier ist zu beachten, dass {\displaystyle M_{5}:} {\displaystyle x_{3}:=x_{3}+x_{1}} formal kein gültiges GOTO-Programm ist, sondern durch ein entsprechendes GOTO-Programm für die Addition ersetzt werden muss.
Führt man diese Ersetzung durch, erhält man folgendes GOTO-Programm für die Multiplikation von zwei nicht-negativen Zahlen {\displaystyle x_{1},x_{2}}.
```
 

  

    

      

        

          
M

          

            
1

          

        

        
:

      

    

    
{\displaystyle M_{1}:}

  

 

  

    

      

        

          
x

          

            
3

          

        

        
:=

        
0

      

    

    
{\displaystyle x_{3}:=0}

  

;
 

  

    

      

        

          
M

          

            
2

          

        

        
:

      

    

    
{\displaystyle M_{2}:}

  

 

  

    

      

        

          
x

          

            
4

          

        

        
:=

        

          
x

          

            
2

          

        

      

    

    
{\displaystyle x_{4}:=x_{2}}

  

;
 

  

    

      

        

          
M

          

            
3

          

        

        
:

      

    

    
{\displaystyle M_{3}:}

  

 

  

    

      

        

          

            
I

            
F

          

        

        

        

          
x

          

            
4

          

        

        
=

        
0

        

        

          

            
T

            
H

            
E

            
N

          

        

        

        

          

            
G

            
O

            
T

            
O

          

        

        

        

          
M

          

            
10

          

        

      

    

    
{\displaystyle {\rm {IF}}\quad x_{4}=0\quad {\rm {THEN}}\quad {\rm {GOTO}}\quad M_{10}}

  

;
 

  

    

      

        

          
M

          

            
4

          

        

        
:

      

    

    
{\displaystyle M_{4}:}

  

 

  

    

      

        

          
x

          

            
4

          

        

        
:=

        

          
x

          

            
4

          

        

        
−

        
1

      

    

    
{\displaystyle x_{4}:=x_{4}-1}

  

;
 

  

    

      

        

          
M

          

            
5

          

        

        
:

      

    

    
{\displaystyle M_{5}:}

  

 

  

    

      

        

          
x

          

            
5

          

        

        
:=

        

          
x

          

            
1

          

        

      

    

    
{\displaystyle x_{5}:=x_{1}}

  

;
 

  

    

      

        

          
M

          

            
6

          

        

        
:

      

    

    
{\displaystyle M_{6}:}

  

 

  

    

      

        

          

            
I

            
F

          

        

        

        

          
x

          

            
5

          

        

        
=

        
0

        

        

          

            
T

            
H

            
E

            
N

          

        

        

        

          

            
G

            
O

            
T

            
O

          

        

        

        

          
M

          

            
3

          

        

      

    

    
{\displaystyle {\rm {IF}}\quad x_{5}=0\quad {\rm {THEN}}\quad {\rm {GOTO}}\quad M_{3}}

  

;
 

  

    

      

        

          
M

          

            
7

          

        

        
:

      

    

    
{\displaystyle M_{7}:}

  

 

  

    

      

        

          
x

          

            
3

          

        

        
:=

        

          
x

          

            
3

          

        

        
+

        
1

      

    

    
{\displaystyle x_{3}:=x_{3}+1}

  

;
 

  

    

      

        

          
M

          

            
8

          

        

        
:

      

    

    
{\displaystyle M_{8}:}

  

 

  

    

      

        

          
x

          

            
5

          

        

        
:=

        

          
x

          

            
5

          

        

        
−

        
1

      

    

    
{\displaystyle x_{5}:=x_{5}-1}

  

;
 

  

    

      

        

          
M

          

            
9

          

        

        
:

      

    

    
{\displaystyle M_{9}:}

  

 

  

    

      

        

          
G

          
O

          
T

          
O

        

        

        

          
M

          

            
6

          

        

      

    

    
{\displaystyle \mathrm {GOTO} \quad M_{6}}

  

;
 

  

    

      

        

          
M

          

            
10

          

        

        
:

      

    

    
{\displaystyle M_{10}:}

  

 

  

    

      

        
S

        
T

        
O

        
P

      

    

    
{\displaystyle STOP}

  

;
```

## Simulation durch WHILE-Programm
Ein GOTO-Programm
```
M1: A1; M2: A2; ... Mk: Ak
```

kann durch ein WHILE-Programm der folgenden Form simuliert werden
```
counter := 1;
WHILE counter != 0 DO
  IF counter = 1 THEN B1 END;
  IF counter = 2 THEN B2 END;
  ...
  IF counter = k THEN Bk END;
  IF counter = k+1 THEN counter := 0 END
END
```

wobei
```
Bi = xj := xn + c; counter := counter + 1   falls Ai = xj := xn + c
Bi = xj := xn - c; counter := counter + 1   falls Ai = xj := xn - c
Bi = counter := n                           falls Ai = GOTO Mn
Bi = IF xj = c THEN counter := n
     ELSE counter := counter + 1            falls Ai = IF xj = c THEN GOTO Mn
     END
Bi = counter := 0                           falls Ai = STOP
```

In WHILE-Programmen gibt es keine IF THEN END Anweisungen, diese können aber mit LOOP oder WHILE Schleifen implementiert werden.
Das folgende Programm simuliert eine IF x1 = c THEN P1 END Anweisung, dabei werden drei neue Variablen xn1, xn2, xn3 verwendet.
```
x
n1
:=x
1
-(c-1); x
n2
:=x
1
-c; x
n3
:=1;
LOOP x
n1
 DO
  LOOP x
n2
 DO
     x
n3
:=0
  END;
  LOOP x
n3
 DO
     P1
  END
END
```